# メロディー (お笑いコンビ)
メロディーは、かつて日本で活動していたお笑いコンビ。所属していた事務所はホリプロコム。

## メンバー
- きみえ（1975年4月20日[2] - ）
  - 本名は藤松 希美枝（ふじまつ きみえ）[3]。
  - 長野県南安曇郡三郷村（現・安曇野市）出身[4]。
  - 身長156cm、血液型A型。公称スリーサイズはB82cm、W63cm、H84cm[5]。
  - 趣味はダーツ、カラオケ[5]。
  - 音楽は、ゆずのファン[6]。
  - 特技はネイルで、JENECネイリスト技能検定3級・2級・1級、JNAジェルネイル技能検定初級・中級、JNA認定ネイルサロン衛星管理士のそれぞれの資格を取得[5]。

- さちこ（1982年10月25日[2] - ）
  - 本名は許田 幸子（きょだ さちこ）[3]。
  - 沖縄県那覇市出身[2]。
  - 身長157cm、血液型A型。公称スリーサイズはB82cm、W63cm、H84cm[2]。
  - キャン×キャンのメンバーは遠い親戚の関係[7]。

## 略歴
きみえはタレントの卵として活動した後、1998年に女性漫才コンビ『マッピー』を結成。初舞台は1999年5月の「お笑い浅草21世紀」（浅草木馬亭）。その後、青空球児・好児に師事して活動。この当時の所属はサウンドアート、漫才協会。
2002年3月に、当時の相方が引退したためマッピー解散。その後きみえはピン芸人「マッピーきみえ」として活動。2007年4月にさちこと2代目となる「マッピー」を結成。同年8月にコンビ名を「メロディー」に改名。
所属事務所はオフィスタックルから、2009年中期頃よりフリーで活動。2010年6月からホリプロに所属となる。
2011年1月から、『アッコにおまかせ!』（TBSテレビ）の前説を務めていた。
2011年4月30日をもって、メロディー解散を発表。解散後はきみえはピン芸人「メロディーきみえ」として活動している。ピンで活動する他、元・トリコロールの前田友理香、元・キャラメルクラッチのあだちあさみと『Single Size』と言うユニットを組み、コントライブ公演を行っていた（初回公演は2011年12月21日）。

## 芸風
漫才では、きみえによるテンションの高い喋りやリアクション、またノリツッコミを見せるものもある。きみえがキャバクラのママ、さちこがキャバクラ嬢に扮してのコントも多く演じている。
きみえがピンになり「メロディーきみえ」となってからは、物真似をネタの中に多く取り入れており、はるな愛、篠原涼子、中島みゆき、Superflyなどの物真似を演じている。

## 出演

### テレビ
- 笑いがいちばん（NHK総合） - 初代マッピー時代の出演
- 年忘れ漫才競演（NHK総合）- 2001年12月31日、初代マッピー時代の出演
- 爆笑オンエアバトル（NHK総合）- 2001年10月6日出場、初代マッピー時代の出演（この時はオフエア）
- 回復!スパスパ人間学（TBSテレビ） - きみえのみ出演
- いいひと。（フジテレビ） - きみえのみ出演
- とんねるずの本汁でしょう!!（フジテレビ） - 初代マッピー時代の出演
- 発掘!あるある大事典（フジテレビ） - きみえのみ出演
- オバドラ夜な夜な草むしり（MXTV） - 初代マッピー時代に準レギュラー出演
- フレッシュ浅草21世紀ライブ（スカパー!） - 初代マッピー時代の出演
- 峰竜太のおまかせ税金相談（朝日ニュースター256） - 初代マッピー時代に準レギュラー出演
- 渋谷お笑いプライド（朝日ニュースター256） - きみえのみ出演
- サタデーモーニングカフェ青汁糖攻隊（朝日ニュースター256） - きみえのみ出演

### ラジオ
- WONDERFUL WORLD（TOKYO FM）- きみえのみリポーターで出演
- 鳥居恭子の歌謡エキスプレス（葛飾エフエム放送） - 初代マッピー時代の出演
- マッピーの爆笑ギャグマガジン（エフエム浦安） - 初代マッピー時代の出演

### ネットテレビ
- OLIVER'S WORLD（あっ!とおどろく放送局）
- ぶちぬき女芸人（あっ!とおどろく放送局、2010年1月4日-7月26日）
- ゆく年くる年「OLIVER’S WORLD」2010年～2011年 （あっ!とおどろく放送局、2010年12月31日）

### メロディー解散後、きみえのみ「メロディー」としての出演

#### テレビ
- 女神のマルシェ（日本テレビ）
- ものまねグランプリ（日本テレビ） - 2012年9月23日、ものまねショートSHOWコーナー出演 はるな愛のものまねで出演（本人と共演）
- コサキン・天海の超発掘!ものまねバラエティー マネもの（フジテレビ）- 2014年6月14日
- さまぁ〜ずの クイズ!芸人100人が答えました!（TBS）- 2016年1月6日
- 3時は!ららら♪（信越放送） - 2016年4月〜2016年10月「月曜からラーメン」コーナー担当、毎週月曜レギュラー出演
- サンバリュ「ビリ神」（日本テレビ）- 2016年11月27日
- ピタットTV月曜日（占いTV）　-　2017年7月〜2018年3月準レギュラー出演
- ザ・細かすぎて伝わらないモノマネ（フジテレビ） - 2018年11月24日、Superflyのものまねで出演[16]。
- ヒルナンデス!（日本テレビ）- 2020年5月15日[17]

#### ラジオ
- POWER BAY MORNING（BAY-FM） - 2017年2月〜2018年3月火曜日コーナー 準レギュラー

#### ネットテレビ
- 土曜ナイトドラマ　オトナ高校（テレビ朝日）スピンオフドラマエピソード0（AbemaTV） - 2017年10月、SM嬢王役として出演

#### CM
- 不二家「グッドFシリーズ篇」
- 永谷園 「大人のふりかけ」〜ふりかけ親方バージョン〜